# Metal chrétien
Sous-genres
Unblack metal
Le metal chrétien, ou white metal est une forme de heavy metal caractérisée par des paroles orientées vers le christianisme. Le metal chrétien est habituellement joué par des individus de foi chrétienne, souvent des individus écoutant du heavy metal et dont la musique est distribuée par des médias chrétiens.
Les artistes de metal chrétien existent dans tous les genres du heavy metal, et les paroles sont la seule caractéristique commune chez ces artistes. Le metal chrétien émerge à la fin des années 1970, et les premiers représentants du genre incluent Resurrection Band, Petra et Jerusalem. Stryper atteint le succès dans les années 1980. Tourniquet et Mortification sont à la tête du mouvement pendant les années 1990. Le groupe de rap metal P.O.D. et les groupes de metalcore Underoath, Demon Hunter, As I Lay Dying, et Norma Jean (appelé The Holy Alliance par le magazine Revolver) mènent le mouvement pendant la première décennie du XXIe siècle, et atteignent le classement Billboard 200.

## Caractéristiques
Le metal chrétien ne se définit pas comme un style musical, mais plutôt comme un terme idéologique qui comprend presque chaque sous-genre musical dérivé du heavy metal. Les groupes de metal chrétien centrent leurs paroles sur les traditions judéo-chrétiennes. L'approche lyrique des groupes est parfois variée, et se concentrent sur les aspects positifs de leur foi envers le Christ. Certains groupes emploient des métaphores. Seule une minorité d'entre eux adopte une attitude agressive envers ceux qui sont contre leur religion.

## Histoire

### Contexte
Lorsque le heavy metal se popularise dans les années 1960, il devient aussitôt symbole de rébellion, d'immoralité et de rejet des valeurs enseignées par le christianisme. Les premiers groupes de heavy metal, tels que Black Sabbath, donnent finalement une image destructrice au genre musical en alliant heavy metal et symboles sataniques. Ces différentes affiliations entre style musical proprement dit et symboles divers ont tôt fait de discréditer les amateurs de heavy metal en tout genre, et de les relayer au rang d'imbéciles immoraux, incapables de raisonnement et bons pour l'Enfer. Des groupes comme Mötley Crüe, Ratt ou encore Twisted Sister utilisent des thèmes tels que la haine, la promiscuité sexuelle, l'abus de drogue, la violence et le désespoir, thèmes qui trouvent un écho chez des millions de jeunes acheteurs de disques. En 1980, au vu de l'attrait croissant du métal, la Coalition internationale contre la violence télévisuelle « attire l'attention sur le potentiel destructeur des vidéos musicales, dont plusieurs représentent clairement la violence et la rébellion. » Un homme d'église britannique, amateur de metal, analyse le fait que les sons de guitare distordue, les rythmes « intenses » et les voix « musclées », les morceaux de heavy metal sont « insensibles à la peur face à la mort, la violence et la destruction », et que « l'attrait pour Satan ou le Mal au travers du métal est un jeu, motivé par le désir de choquer. »

### Origines
Le metal chrétien tire ses origines du Jesus Movement, à la fin des années 1960 et au début des années 1970. Le Jesus movement est un mouvement hippie, composé de hippies convertis à l'idéologie chrétienne. Ces individus, communément appelés Jesus People, développent un mouvement musical baptisé Jesus music (en) qui prend racine en Californie du Sud lorsque des musiciens de rue se convertissent. Ces musiciens continuent donc de jouer le même style de musique, mais y insèrent un message chrétien. Larry Norman est l'un des premiers musicien à faire du rock chrétien et a enregistré le tout premier album de ce genre, Upon This Rock en 1969. Le morceau de Norman Why Should the Devil Have All the Good Music? (littéralement : « Pourquoi le diable devrait-il avoir toute la bonne musique ? ») résume la façon de penser de ces musiciens.
Le premier groupe de hard rock chrétien est probablement le groupe californien Agape, fondé tard dans les années 1960. Connus pour leurs influences blues et rock psychédélique, Agape enregistre un album en 1971, intitulé Gospel Hard Rock, suivi par Victims of Tradition en 1972. Par la suite, le groupe Resurrection Band se fonde en 1972, dans la communauté de Jesus People de Milwaukee, et enregistre l'album hard rock Music to Raise the Dead en 1974. Le groupe suédois Jerusalem, fondé en 1975, est également cité au nombre des groupes de hard rock chrétiens des premiers temps. En 1978, Resurrection Band sort Awaiting Your Reply, et Jerusalem sort Jerusalem (Volume 1) ces deux albums ont un impact très fort sur la culture musicale chrétienne. Durant cette période, le heavy metal était un genre encore nouveau pour l'industrie musicale chrétienne, et de nombreux labels chrétiens ne s'attendaient pas à ce que ce genre se vende bien. Malgré cela, Awaiting Your Reply frappe un grand coup sur le marché chrétien, et atteint la 6e place des albums chrétiens les mieux vendus. Jerusalem s'accorde aussi une forte influence, élargit son auditoire, et vend 20 000 albums les six premiers mois, fait encore inouï dans le milieu du rock chrétien. Le groupe canadien Daniel Band (en) fait aussi partie des premiers du genre,, ainsi que Barnabas.

### Années 1980

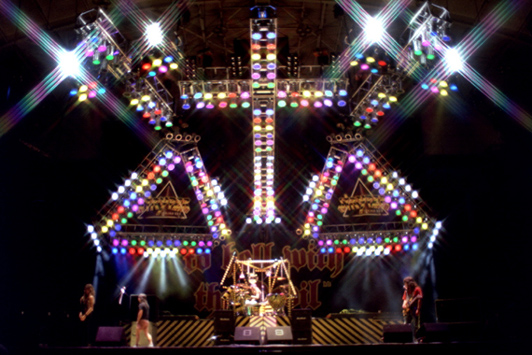
Concert de Stryper.

Le début des années 1980 dénombre quatre groupes notables dans le heavy metal chrétien : Messiah Prophet (en), Saint, Leviticus (en) et Stryper. Même si le débat existe sur quel groupe est fondé le premier, le groupe de glam metal californien Stryper est le plus populaire. Ils sont également les tout premiers à s'autoproclamer groupe de metal chrétien. Stryper attire aussi l'attention, par leur façon de jeter des Bibles dans le public pendant les concerts. La plupart des fans de Stryper sont initialement chrétiens, mais le groupe se popularise vers un public plus large et non limité au christianisme. Dans les années 1980, les groupes de metal chrétien suivent les tendances générales du metal. Au milieu des années 1980, le heavy metal se divise en deux genres autonomes. Le groupe de doom metal Trouble est connu comme le premier groupe considéré « white metal », depuis la sortie de leurs premiers albums, Psalm 9 et The Skull, qui présentent des références bibliques. L'origine du terme « white metal » reste cependant obscure. Il est probable que le label Metal Blade Records l'ait utilisé comme terme marketing, en contraste avec « black metal ». Bientôt, la controverse à propos des croyances et des buts du metal chrétien éclate dans le milieu du metal. Même Stryper, très célèbre à cette époque, reçoit un accueil hostile à un festival hollandais en 1985. Sans prendre cela en considération, Stryper aide énormément à populariser le metal chrétien. Ils sont les premiers chrétiens à faire un album certifié disque de platine. L'album To Hell with the Devil (1986) se vend à deux millions d'exemplaires, et remporte un Grammy Award. Les clips vidéos pour des morceaux Free, Calling on You et Honestly passent des semaines au Top 10 de MTV, Free restant à la première place pendant douze semaines entre le 4 mai et le 24 juillet 1987,.
La sociologue Deena Weinstein donne son avis sur les débuts du métal chrétien : « Pendant les années 1980, le 'white metal' et le black metal émergent. Leurs thèmes sont diamétralement opposés, l'un d'entre eux présente les 'bonnes nouvelles', et l'autre les 'mauvaises'. Les deux genres comportent des groupes dont le son représente le metal dans sa totalité. Le white metal est maintenant appelé metal chrétien. Profitant de la popularité du heavy metal, le metal chrétien transforme le code du heavy afin de servir les intérêts de sectes évangéliques ou d'autres dénominations. C'est également un effort missionnaire pour recruter des membres et sauver des âmes. [...] Le black metal est l'exact contraire du christianisme : au lieu des Cieux, il prône l'Enfer. Symboles et imagerie sataniques ont fait partie intégrante du heavy metal depuis le début, avec Black Sabbath et Led Zeppelin. Dans l'ouest, il n'y a pas de meilleur signe de rébellion. Mais des groupes tels que Mercyful Fate déclarent que ce n'est pas un jeu. Leur proclamation d'être des vrais croyants, adorateurs du diable, est vue par beaucoup comme un coup de marketing. »
Hormis les polémiques lancées par des fans non-croyants, le metal chrétien devient la proie des critiques fondamentalistes. AllMusic explique que « lorsque les dirigeants d'église accusaient le heavy metal d'encourager le satanisme, Stryper prouvait que le metal et le hard rock pouvaient très bien être utilisés pour promouvoir le christianisme. Le groupe californien était mal vu autant par les chrétiens (qui refusaient la compatibilité entre le metal et l'église) que par certains metalleux, et maintenant Stryper vend des millions d'albums autant aux chrétiens qu'aux séculiers. » Par exemple, le télévangéliste Jimmy Swaggart, auteur d'un ouvrage intitulé Religious Rock n' Roll – A Wolf in Sheep's Clothing sorti en 1987, critique la scène metal chrétien, particulièrement Stryper, mais aussi Larry Norman ainsi que d'autres groupes, déplorant leur façon d'utiliser le heavy metal pour prêcher l'évangile. Beaucoup de nouveaux groupes se forment au fil du temps, attirant l'attention de labels spécialisés dans la musique chrétienne.
Dans les années 1980, beaucoup de fans de metal convertis au christianisme à travers le metal chrétien sont rejetés des églises traditionnelles. En 1984, le pasteur Bob Beeman constate le problème et, pour pallier cela, démarre un ministère appelé Sanctuary - The Rock and Roll Refuge. De cette organisation et de la camaraderie qui en résulte, naissent des alliances de musiciens et de groupes, tels Tourniquet, Deliverance, Vengeance et Mortal, qui deviennent des petites révolutions dans la culture musicale chrétienne. La première personne à conduire la louange de Sanctuary n'est autre que le chanteur de Stryper Michael Sweet, et plus tard le bassiste de Barren Cross, Jim LaVerde. Sanctuary sponsorise le premier festival de metal chrétien, The Metal Mardi Gras, qui se déroule à Los Angeles en 1987. L'expérience est très positive, et bientôt de nombreux autres festivals s'organisent ailleurs. L'action de Sanctuary se répand, et vit son apogée dans les années 1990, avec trente-six paroisses dans tous les États-Unis. Ces paroisses ont un impact notable sur le metal chrétien : des groupes voués à la célébrité, comme P.O.D., donnent leur premier concert à Sanctuary.
Tard dans les années 1990, les personnes travaillant pour les paroisses sentent que l'attitude des églises par rapport aux metalleux, aux rockers et aux punks devient plus positive, et donc que l'organisation n'a plus vraiment raison d'être. La plupart des paroisses ferment leurs portes. Sanctuary devient alors Sanctuary International, et propose des études sur le christianisme et la foi. La nouvelle organisation comporte également une radio baptisée Intense Radio, qui répertorie, en 2003, 150 000 auditeurs.

### Fin 1980 et années 1990
Doug Van Pelt de HM Magazine écrit que le metal chrétien vit son « âge d'or » entre fin 1980 et début 1990. En 1987, plus de cent groupes de metal chrétien sont dénombrés, et leurs albums se vendent aussi bien dans des entreprises de distribution chrétiennes que séculières. En 1988, les quatre plus grands groupes de metal chrétien (à part Stryper) sont Whitecross, Bloodgood, Barren Cross et Leviticus. Le groupe Bride, originaire du Kentucky, initialement un groupe de speed metal (particulièrement sur l'album Live to Die), élargit grandement leur public en enregistrant Snakes in the Playground en 1992. Bien que critiqués à cause de leur changement soudain de style pour quelque chose de plus « chaleureux », ils sont toujours considérés comme « une force primitive au centre du metal chrétien. »
En 1989, le groupe californien X-Sinner enregistre leur premier album, Get It, et devient le groupe le plus populaire dans le milieu white metal de l'époque. Notés pour leur son metal classique proche de celui d'AC/DC,,, X-Sinner se fait un devoir de rester à la tête du mouvement metal chrétien. Le groupe de glam metal Holy Soldier, également californien, enregistre un album éponyme sous Word et A&M Records en 1990, album qui rencontre un succès critique et commercial. Deux ans plus tard, le groupe poursuit avec Last Train, un autre succès, qui les conduit à une tournée dans soixante villes du monde. Le groupe Guardian attire l'intérêt du milieu avec son album Fire and Love, et une de leurs vidéos est incluse au MTV's Headbangers Ball. Angelica, un groupe de heavy metal, lance la carrière du chanteur Rob Rock, qui poursuit son succès dans le groupe du guitariste virtuose Chris Impellitteri durant les années 1980 et 1990, et entreprend une carrière solo avec l'album Rage of Creation.
Au début des années 1990, la montée en puissance de plusieurs styles musicaux, en particulier le grunge, commence à dominer le courant principal musical, et relaye le heavy au rang underground pour une dizaine d'années,. Les musiciens de heavy metal entreprennent de chercher les limites de la musique, et donc les chrétiens commencent à jouer du metal extrême. Bientôt, le death metal remplace le thrash en popularité. Le public metalleux se tourne de plus en plus vers des sons extrêmes, et délaissent les styles populaires,. Au même titre que d'autres groupes de glam, Stryper, qui perd en popularité, se sépare en 1993. Bruce Moore écrit dans l'ouvrage en ligne Metal Missionaries qu'au milieu des années 1990, le metal chrétien « cesse de copier les groupes séculiers pour assimiler sa juste place sur la scène de la musique extrême, et les artistes qui pratiquèrent cela devinrent influents pour développer ce genre relativement nouveau, mais grandissant. » Pourvu d'une qualité musicale certaine et une crédibilité plus grande, des groupes chrétien de metal et de punk hardcore signent des contrats autant avec des labels chrétiens tels Tooth & Nail Records, Solid State Records et Facedown Records, qu'avec des labels séculiers tels Metal Blade Records et Victory Records. Le label allemand Nuclear Blast produit également des groupes chrétiens, et non des moindres. Torodd Fuglesteg de Norway's Arctic Serenades Records explique que « le propriétaire de Nuclear Blast était un chrétien convaincu, et il poussait tout ce qui avait des visions chrétiennes au travers de Nuclear Blast. Mortification et Horde ont été propulsés comme des fous par le label, alors que des autres poussent du matériel purement satanique. » Le groupe australien Horde marque fortement le début du unblack metal. Tapant ouvertement dans la provocation directe à l'encontre des musiciens satanistes du black metal, Horde enregistre anonymement son seul et unique album, Hellig Usvart en 1994.

### Années 2000

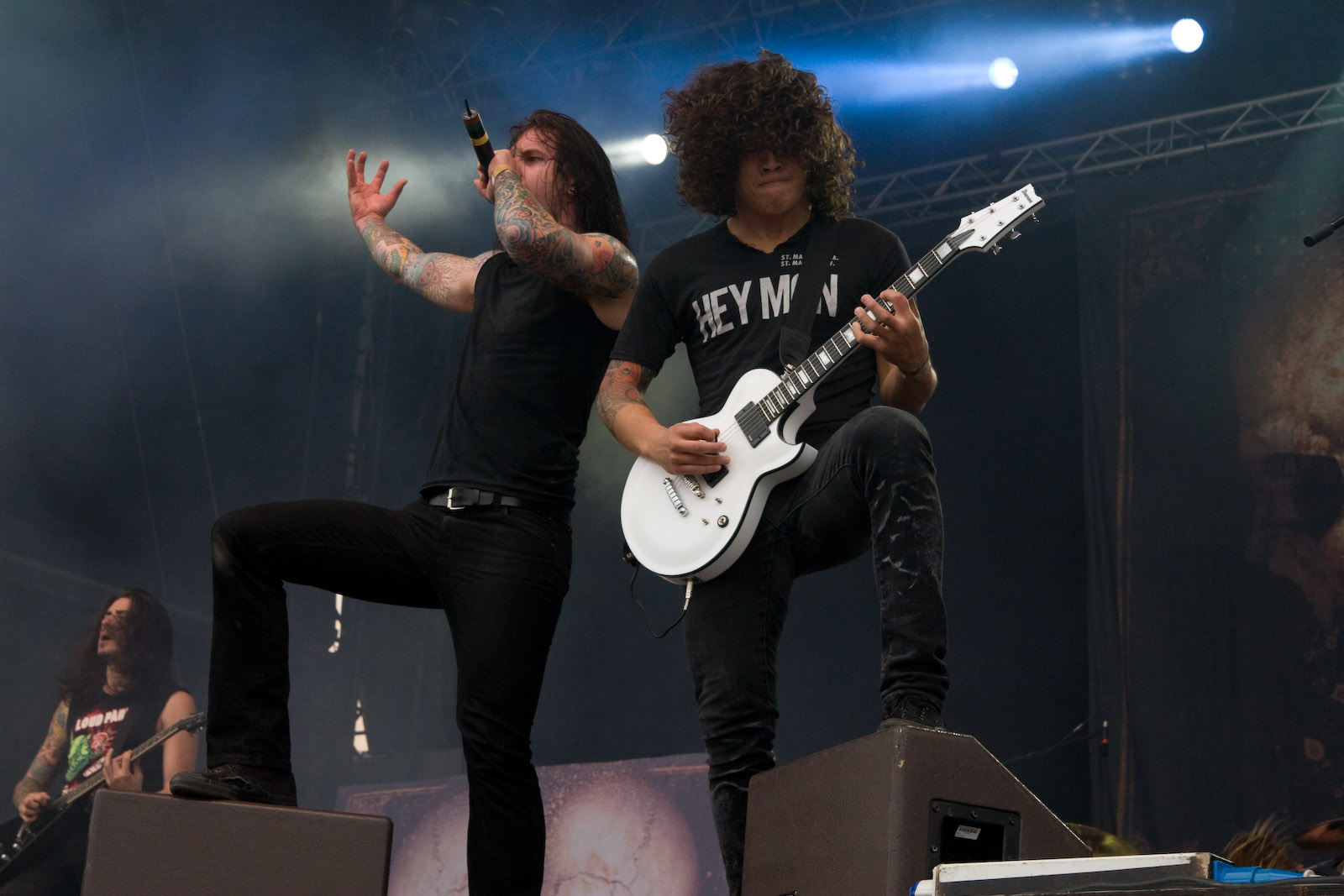
As I Lay Dying est l'avant-garde du metalcore, aux côtés d'Underoath depuis 2002.

Le début du XXIe siècle marque aussi le début d'un mouvement auquel le metal chrétien contribuera beaucoup : le metalcore. As I Lay Dying en est à l'avant-garde, ainsi qu'Underoath depuis 2002. À cette période, plusieurs groupes gagnent l'estime du public. Des groupes chrétiens sont représentés dans chaque sous-genre de metal. Le mouvement se propage dans le monde entier depuis ses débuts en 1980, et il existe désormais des centaines de groupes chrétiens actifs. Inspirés par le nouveau souffle du metal, plusieurs groupes du mouvement de base se reforment, notamment Saint, Bloodgood et Stryper. En octobre 2004, Doug Van Pelt donne une nouvelle fois le nom de Heaven's Metal à son magazine, auparavant changé pour HM Magazine. Internet joue un rôle significatif dans la nouvelle vie du metal chrétien. Une multitude de sites et de communautés en ligne dédient leurs efforts au metal chrétien, musique, groupes, concerts et festivals.
Pour la première fois depuis le succès de Stryper dans les années '80, certains groupes chrétiens, comme Underoath ou P.O.D. rencontrent une grande célébrité et commencent à vendre des millions d'albums à des fans de toutes confessions. P.O.D. devient le groupe chrétien le plus célèbre lorsque son album Satellite (2001) devient certifié multi-platine. La popularité du metalcore est principalement due à des groupes chrétiens, comme ceux cités plus haut, ou encore August Burns Red, Norma Jean, Haste the Day, The Devil Wears Prada, Disciple et Demon Hunter. As I Lay Dying entre en huitième position dans le classement du Billboard 200 pour ses ventes, et est nommé au Grammy des meilleures performances metal pour son single Nothing Left, tiré de l'album An Ocean Between Us de 2007. Cet album fait ses débuts chez Metal Blade Records, classé no 19 au Canada. Aux États-Unis, près de 40 000 exemplaires sont vendus la première semaine. La deuxième semaine, il est classé no 39 dans ces deux pays. Il est également classé no 177 au Royaume-Uni, et no 154 au Japon. 
Formé originairement en 1981, le groupe de Heavy Metal chrétien Warlord publie un album en 2001. Ils se séparent ensuite, et se reformeront pour publier l'album The holy Empire en 2013. Dans un style "Epic metal", le groupe évoque des sujets comme la guerre, la mythologie et le christianisme.
Dans son édition sur l'année 2006 (parue en février 2007), le magazine Revolver évoque le metal chrétien comme le phénomène de l'année. L'éditeur en chef Tom Beaujour interviewe les chanteurs des groupes As I Lay Dying, Demon Hunter, Norma Jean, et Underoath (Tim Lambesis, Ryan Clark, Cory Brandan Putman, and Spencer Chamberlain, respectivement) pour sa une. Tooth and Nail Records, P.O.D. Zao, War of Ages, Still Remains et He Is Legend (en) étaient également mentionnés.

### Années 2010
Les groupes de metalcore chrétien des années 2000 comme Underoath, Norma Jean, August Burns Red, For Today, Oh, Sleeper ou The Devil Wears Prada continuent à gagner en popularité. De nouveaux venus comme Silent Planet, Wolves At The Gate, Memphis May Fire ou Fit For A King font aussi leur apparition. Le groupe de metal chrétien alternatif Skillet sort deux nouveaux albums en 2013 et 2016, plus doux et électroniques,.
En 2014, le chanteur de As I Lay Dying révèle que lui et une partie des membres de son groupe n'ont plus la foi. Il en est de même pour les membres du groupe Zao.

## Culture

### Émergence de médias
Le metal chrétien ne tarde pas à développer ses propres labels et réseaux. Le premier label chrétien est Pure Metal Records, une sous-branche de Refuge Records. Bientôt apparaissent d'autres labels, tels R.E.X. Records et Intense Records.
Les magazines de musiques réguliers ne laissant pas beaucoup de place au metal chrétien, des fanzines sont publiés dans plusieurs pays, avec en première position HM Magazine, sous son nom d'origine Heaven's Metal, publié pour la première fois aux États-Unis en 1985. L'on peut aussi citer Adonaï Metal Rock qui publiera des fanzines en français et les distribuera principalement en Europe.
Durant cette période, presque tous les labels de musique chrétienne commencent à s'intéresser au metal ; Heaven's Metal, seul média consacré au mouvement, annonce les groupes dernièrement signés dans ses listes. Par la suite, ce qui n'était qu'un petit fanzine devient officiel et bénéficie d'une publication professionnelle. Heaven's Metal atteint ensuite les 15 000 lecteurs. La plupart du temps, dès qu'un groupe est publié dans le magazine, ses ventes augmentent,. À la fin des années 1980 et au début de la décennie suivante, les groupes les plus underground sont publiés chez des disquaires spécialisés dans la musique chrétienne, et les fanzines vendent également des copies de cassettes de metal aux fans.

### Concerts et festivals
Compte tenu de l'image sataniste du metal, entretenue par les médias, peu d'églises sont disposées à accueillir des concerts. Quelques festivals accueillent des groupes de metal chrétien. Beaucoup peuvent être vus au Cornerstone Festival dans l'Illinois ou en Floride où tous les sept ans au Bobfest en Europe ; le dernier Bobfest se déroule en 2005. Chaque mois d’août depuis 1994, le plus gros festival alternatif chrétien européen est organisé par le mouvement Jesus Freaks en Allemagne à Gotha : Freakstock. d'autres festivals comme Purple Door, dans Lewisberry, PA, qui est centré sur des groupes locaux. Le Underground Cafe de Roseville, en Californie, accueille beaucoup de groupes de metal chrétien et punk hardcore. Il existe aussi de petits festivals principalement dédié au métal chrétien comme l'Elements of Rock à Uster en Suisse, le Blast of Eternity d'Heilbronn en Allemagne ou encore le Nordic Fest, organisé de 2002 à 2011.
- Cornerstone Festival
- Blast of Eternity
- Elements of Rock
- Freakstock
- Nordic Fest

### Label
Bien que de nombreux groupes soient produits par des labels séculiers certains labels se sont spécialisés dans la musique alternative chrétienne et le metal.
- Endtime Productions
- Bombworks Records
- Facedown Records
- Fear Dark Records
- Nordic Mission
- R.E.X. Records
- Solid State Records
- Tooth & Nail Records
- Vision of God Records

## Fusion de genres

### Thrash metal

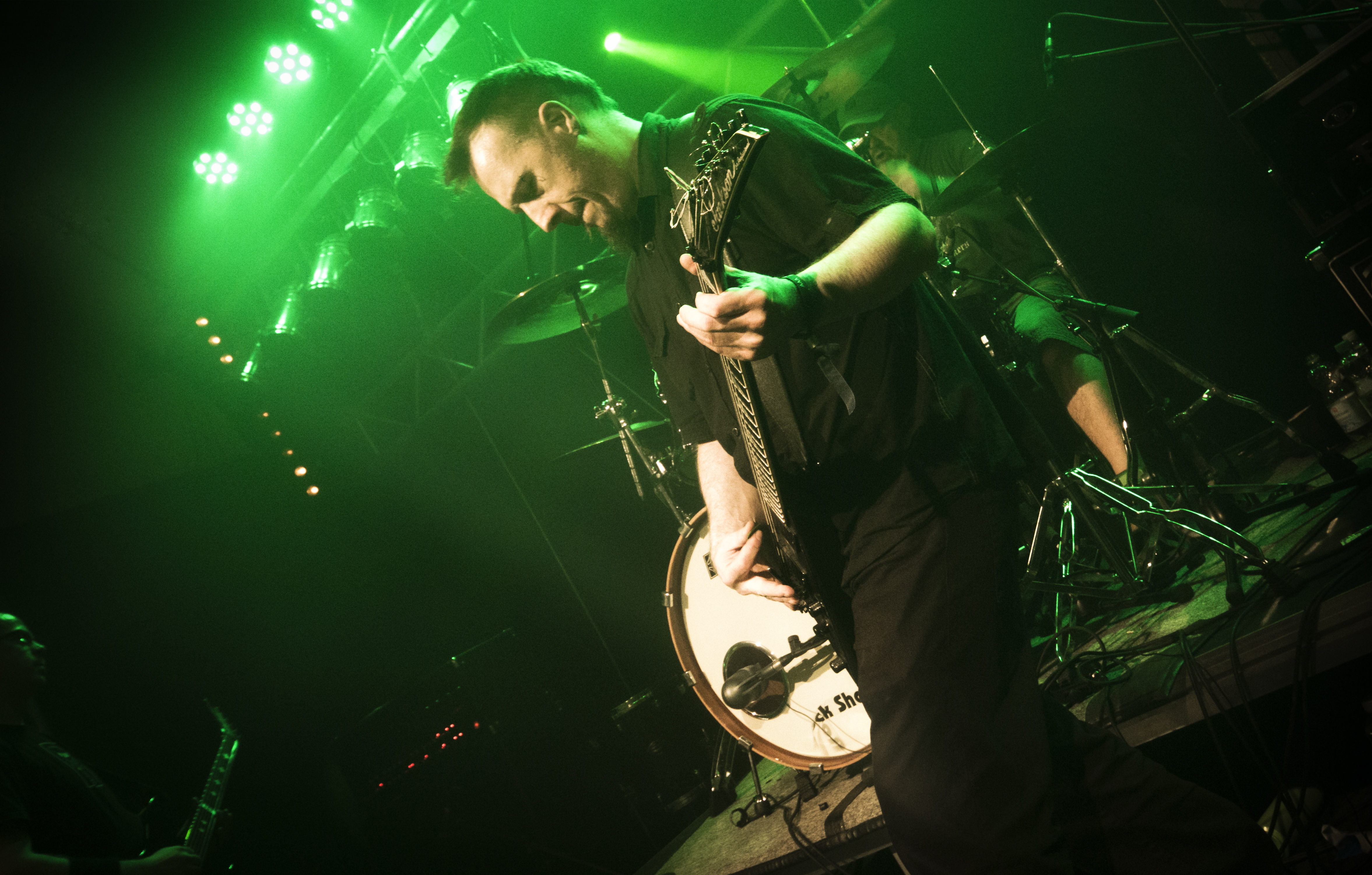
Ian Arkley chanteur guitariste de Seventh Angel, au Blast of Eternity 2012.

Les groupes britanniques Seventh Angel et Detritus ont introduit le thrash metal chrétien en Europe. Seventh Angel ont été considérés comme des pionniers thrash métal et leurs albums ont été distribués par le label Music for Nations,. Cross Rhythms affirme que Seventh Angel a longtemps été considéré comme le meilleur groupe de metal au Royaume-Uni. Seventh Angel a également inclus des aspects plus doom sur certains enregistrements. 
Les quelques groupes américain de thrash metal notable sont Tourniquet, Believer, Deliverance,  Vengeance Rising (dont le chanteur et dernier membre restant Roger Martinez est actuellement contre le christianisme). Allmusic déclare que les deux premiers albums de Vengeance Rising « ont été d'énormes succès dans le monde de la musique chrétienne, ce qui les rend l'un des rares groupes du genre à passer dans la scène de la musique profane.». Tourniquet a été appelé "sans doute le plus grand groupe de métal chrétien de l'histoire" par Cross Rhythms en 1996. L'album Psycho Surgery de Tourniquet a été classé comme le deuxième album chrétien le plus influent de tous les temps par HM Magazine. Le clip de Deliverance sorti en 1990 pour la chanson titre de l'album Weapons of Our Warfare a été bien diffusé sur MTV. Allmusic a écrit à propos de l'album Sanity Obscure de Believer: « Avant 1990, le genre heavy metal chrétien s'écartait rarement des riffs génériques et des paroles médiocres. Des groupes comme Petra et Sacred Warrior ne sont jamais apparus au grand public pour cette raison. Avec de faibles attentes, Believer a libéré cette plaque massive de métal fondu. Bien qu'il ne soit jamais vraiment devenu populaire, plusieurs magazines grand public ont fait l'éloge de l'album. ». Dans les années 1990, le groupe Ultimatum et Oklahoman basé au Nouveau-Mexique appelé Eternal Decision a attiré l'attention, ce dernier avec son style de métal thrash et groove. L'album de 1997 Eternal Decision a été un hit des magasins de disques aux États-Unis et dans 16 autres pays, obtenant un succès considérable et donnant encore plus de notoriété au groupe.

### Black Metal chrétien

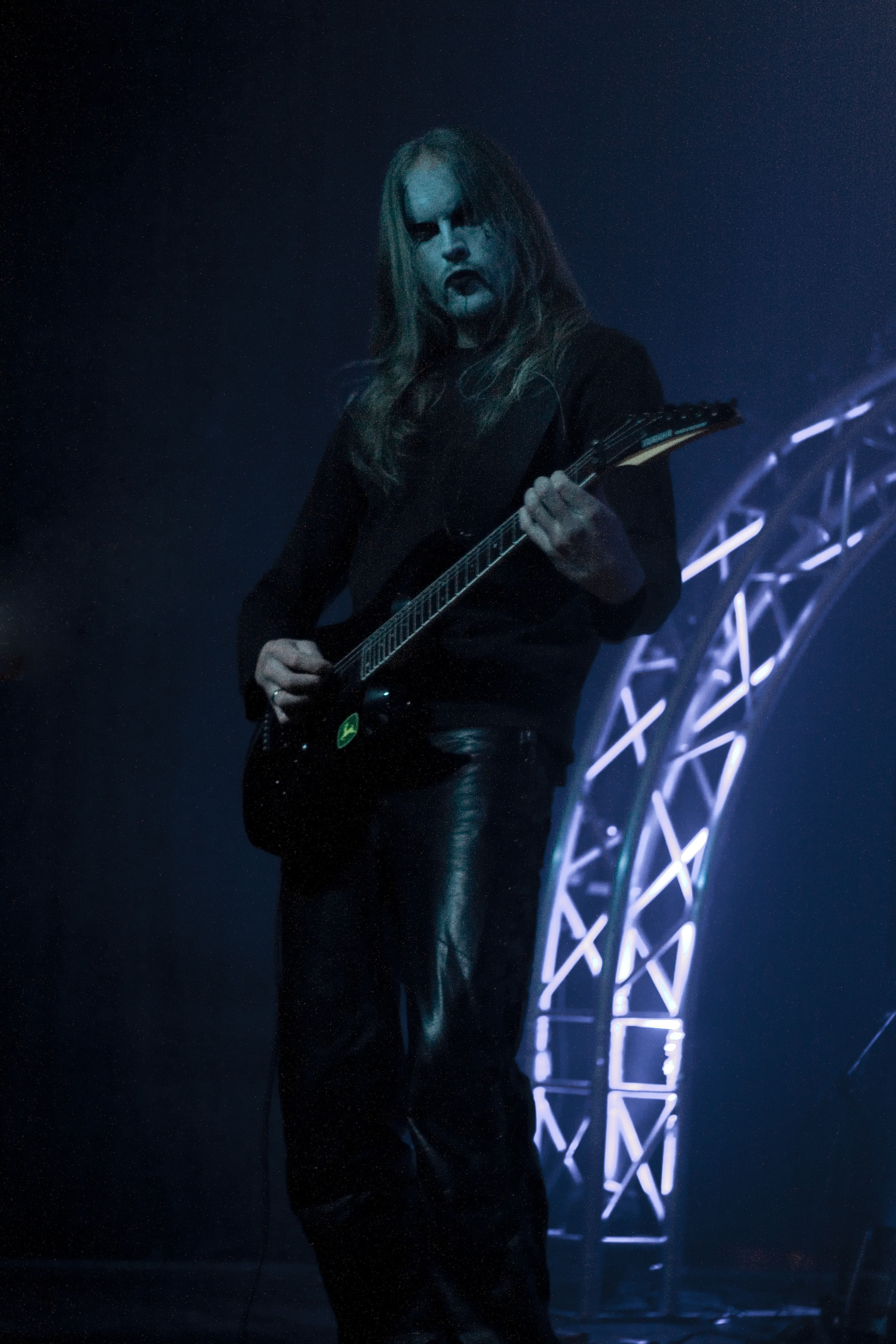
Lars Stokstad d'Antestor au Elemants of Rock 2011.

Le black metal chrétien souvent appelé unblack metal. Ce genre est parfois appelé aussi HUBM pour « Holy UnBlack Metal ». C'est un genre controversé, car certains fans de black metal pensent que le nihilisme et le sentiment anti-chrétien et plus généralement anti-religieux est la base du black metal. Le début du mouvement unblack dépend de la définition qu'on lui donne. Horde est souvent considéré comme premier groupe de unblack avec la sortie anonyme du premier album, Hellig Usvart, en 1994. Cet album a causé beaucoup de controverse dans la scène black metal, et des menaces de mort ont été envoyées, en demandant à la maison de disques de révéler les noms des membres du groupe. Beaucoup d'autres groupes sont arrivés par la suite. Antestor avait sorti son album, The Return of the Black Death, en 1998, sur Cacophonous Records, l'une des plus grandes maisons de disques de black metal en Europe. Mais quand la maison de disques découvrit que les membres étaient chrétiens, elle les a immédiatement laissé tomber. Bien que l'unblack metal n'ait pas reçu de succès du grand public dans la musique (chrétienne ou non), quelques groupes, comme Crimson Thorn (en), ont joué au Cornerstone Festival, l'un des plus grands festivals de musique chrétienne, dans l'Illinois.

### Death metal chrétien
En 1990, le groupe australien Mortification devient le premier groupe chrétien largement reconnu de death metal. Leur album Scrolls of the Megilloth (1992) rapporte au groupe une certaine attention de la scène metal underground, selon AllMusic. Environ au même moment, le groupe Living Sacrifice se montre à l'origine du thrash et du death metal chrétien, en particulier sur les albums Nonexistent (1992) et Inhabit (1994). AllMusic considère que : « Le terme 'death metal chrétien' apparaît comme l'un des oxymores les plus comiques de la musique. »
Le groupe norvégien Extol sort en 1998 l'album Burial considéré « révolutionnaire ». Ce communiqué peut avoir à lui seul la responsabilité de la renaissance du metal extrême centré sur le Christ. Le groupe est populaire parmi les fans de métal à la fois chrétiens et séculiers et participa la plupart du temps aux tournées de groupes connus plus « laïques »,.
Quelques groupes comme Pantokrator, Sacrificium ou encore Necroblation on fait leur place sur la scène metal chrétienne en Europe.

### Metalcore chrétien

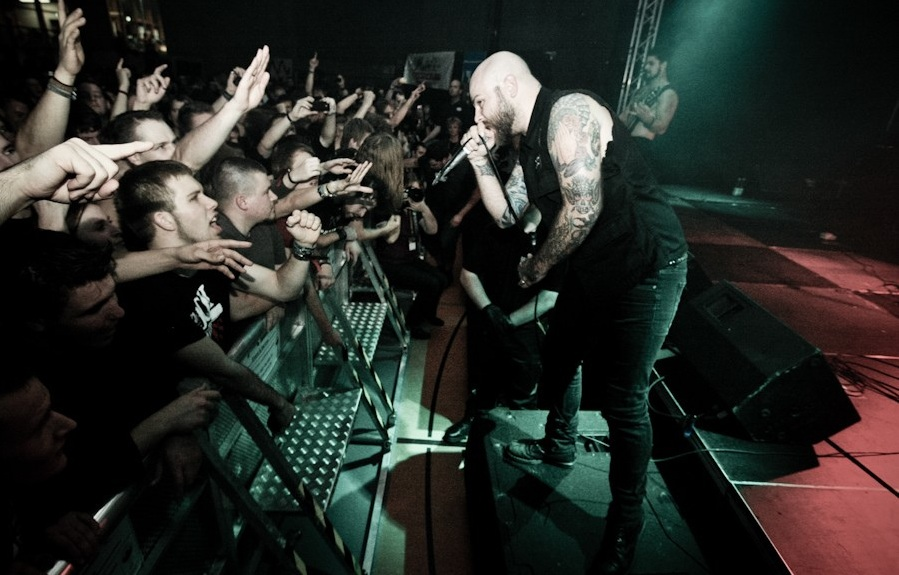
Demon Hunter sur scène en 2010.

Le metalcore étant un genre dérivé du hardcore résultant de structures metal intégrés progressivement par certains musiciens de hardcore à leur musique et créent le new school puis le metalcore. L'on peut citer dans cette première vague des groupes comme The Lead, No Innocent Victim ou encore Zao dans ces premières années. Le terme christiancore ou christcore, est employé dans certains milieux pour désigner le metalcore chrétien, avec des groupes comme As I Lay Dying ou Demon Hunter.

## Controverses

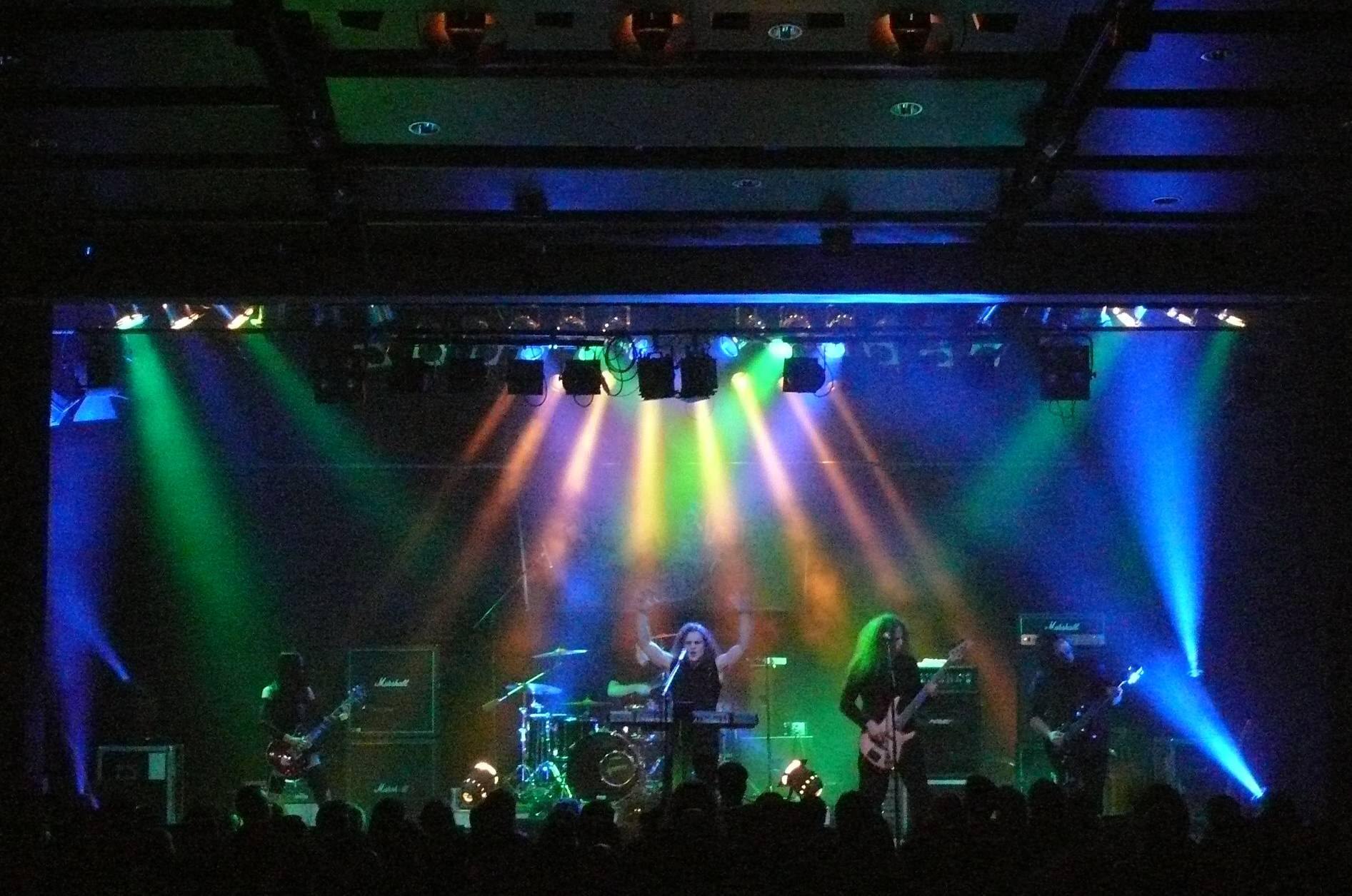
Le groupe de gothic metal australien Virgin Black tente de prouver la différence entre l'Église et les aspects spirituels du Christianisme.

Beaucoup de groupes de metal populaires ne s'identifient pas comme des groupes chrétiens, mais utilisent leurs paroles pour parler de Dieu d'une manière positive. Certains groupes, comme Virgin Black et Klank, ont des membres chrétiens mais préfèrent rester dans le marché général. D'autres groupes plus populaires qui ont des membres chrétiens sont Anthrax (Dan Spitz), Blind Guardian (Hansi Kursch), Iron Maiden (Nicko McBrain),, Pyramaze (Lance King), Shadow Gallery, Magnitude 9, Dream Theater, Savatage, et Megadeth (Dave Mustaine et David Ellefson). D'autres groupes, comme Killswitch Engage et Linkin Park ont des membres qui ont grandi dans des familles chrétiennes, ce qui fait remonter des thèmes spirituels dans leurs paroles.
De plus, même dans certains groupes de musique ne se voulant pas proprement chrétiens, on peut trouver des éléments à teneur christique explicite. Ainsi, par exemple, il est fréquent de voir Zakk Wylde, guitariste-chanteur leadeur du groupe Black Label Society et catholique irlandais, faire son signe de croix sur scène lorsqu'il joue In This River ou qu'il parle de son ami Dimebag Darrell en public. De plus, Dieu fait partie de son code d'honneur créé pour Black Label Society. D'un autre côté, certains artistes déclarent être chrétiens tout en jouant dans des groupes avec des thèmes ou paroles anti-chrétiennes. Tom Araya, le chanteur de Slayer, déclare être catholique, mais il chante ouvertement des paroles anti-chrétiennes. Ralph Santolla, le guitariste de Deicide, un groupe connu pour ses thèmes sataniques et anti-chrétiens, est un autre catholique pratiquant.
Certains fans de metal considèrent l'utilisation de paroles chrétiennes contraire aux « vraies » valeurs du metal. En revanche, certains mouvements chrétiens, principalement ceux dans les branches King James Only, considèrent tous types de rock et de metal comme contraires à leur foi et ce, quelles que soient les paroles ou les croyances des membres du groupe. Par contre, beaucoup de fans et d'artistes considèrent le metal comme un autre genre de musique, parallèle au blues, la musique classique, le jazz, le punk, et la hip-hop. Ces gens déclarent que l'instrumentation de la musique est indépendante du message qui est véhiculé par la musique. Donc, le métal chrétien est créé quand des chrétiens composent du metal d'une manière qui reflète leur foi.